# M27 Infantry Automatic Rifle
Das M27 Infantry Automatic Rifle (M27 IAR) ist seit 2017 das Mehrrollen-Ordonnanzgewehr des United States Marine Corps. Das M27 steht für ein neuartiges Infanteriegewehrkonzept, da es sowohl in der Rolle des leichten Maschinengewehrs, des Zielfernrohrgewehrs als auch des Sturmgewehrs eingesetzt wird. Das M27 IAR ist eine Weiterentwicklung des Sturmgewehrs HK416 des deutschen Waffenherstellers Heckler & Koch. Zunächst sollte das M27 das M249 in der Rolle als leichtes MG ergänzen, später wurden alle M249 durch M27 ersetzt. Ende 2017 beschloss das Marine Corps, auch die M4-Sturmgewehre der Infanteriezüge durch das M27 zu ersetzen und es unter der Bezeichnung M38 DMR als Designated Marksman Rifle einzuführen.

## Geschichte
Das M27 wurde im Rahmen des Infantry Automatic Rifle Program („IAR“) entwickelt, um das M249 des US Marine Corps zu ergänzen. Im Auswahlverfahren für das IAR traten neben Heckler & Koch auch Colt, FN Herstal und Magpul an. Im Jahr 2010 wurden 458 Waffen für Feldtests an verschiedene Einheiten verteilt. Sie waren vor allem im Häuserkampf besser geeignet, da sie führiger als das M249 sind, welches dort nur als Unterstützungswaffe zu gebrauchen ist. Daraufhin wurde im Mai 2011 beschlossen, das M249 komplett durch das M27 zu ersetzen. Einheiten, die sich gegen das M27 entscheiden, sollten das M249 noch behalten.
Die Kosten wurden 2010 mit 23,6 Millionen US-Dollar für 6500 Stück beziehungsweise von 3630 US-Dollar pro Stück veranschlagt. Inzwischen ist der Stückpreis deutlich niedriger.
Im Dezember 2017 verkündete das Marine Corps, dass das M27 die neue Standardwaffe seiner Infanteristen werde. Die zu beschaffende Stückzahl wurde noch nicht veröffentlicht, Schätzungen gehen von 11.000 bis maximal 51.000 Exemplaren aus.

## Taktik
Das M27 ist deutlich präziser als das M249, kann länger Dauerfeuer als das M4 schießen und hat eine größere Reichweite als dieses. Dafür ist die praktische Feuergeschwindigkeit niedriger als beim M249.
Aufgrund der Einsatzerfahrungen mit dem M27 wurde der Schwerpunkt der Einsatztaktik für den MG-Schützen der Gruppe von Unterdrückungsfeuer zu präziserem Dauerfeuer verlagert. Durch die äußere Ähnlichkeit mit dem M4 ist der MG-Schütze schlechter von den anderen Soldaten zu unterscheiden, wodurch er seltener zum Ziel feindlicher Angriffe wird. Der Kampfsatz des MG-Schützen besteht aus 22 Magazinen mit je 30 Schuss, die teils durch andere Soldaten transportiert werden.
Aufgrund der Einsatzerfahrungen beschloss das Marine Corps, auch die einfachen Schützen mit dem M27 – nun in der Rolle des Sturmgewehres – auszustatten. Lediglich der Gruppenführer führt weiterhin das Colt M4. Änderungen an der Waffe gab es hierbei nicht, durch das modulare Konzept mit den 4 Montageschienen können Anbauteile nach Erfordernis verwendet werden. Einfache Schützen haben einen kleineren Kampfsatz als der MG-Schütze. In der Praxis wird die Munition in der Gruppe nach Erfordernis verteilt. Da das M27 ohne Änderungen in der Sturmgewehr- und lMG-Rolle verwendet wird, gibt es äußerlich keinen Unterschied zwischen Schützen und MG-Schützen. Die beim lMG standardmäßig verwendeten Zweibeine können optional auch am Sturmgewehr verwendet werden.
Eine weitere taktische Rolle erfüllt das M27 als M38 DMR als Zielfernrohrgewehr, wofür es grundsätzlich nur mit einer anderen Zieloptik ausgestattet wird.

## Technik

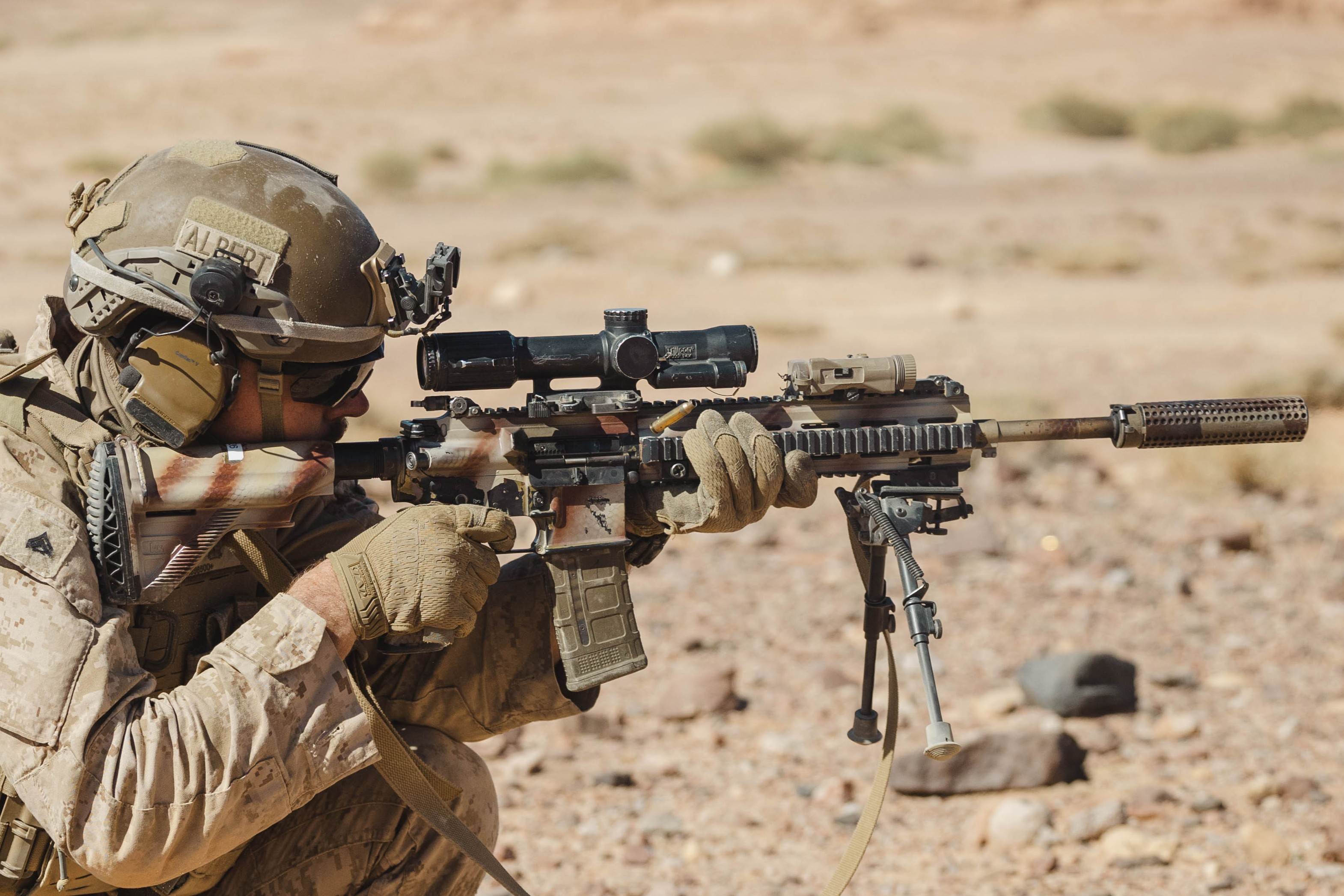
M27 mit diversen Anbauteilen

Das M27 basiert auf dem HK416 D16.5RS mit 16,5-Zoll-Lauf. Es ist ein aufschießender Gasdrucklader mit Drehkopfverschluss und verfügt über einen Impulsgaskolben (Gaskolben mit kurzem Hub). Die Abzugsgruppe erlaubt Einzel- und Dauerfeuer. Die Bedienung ist so gestaltet, dass vieles an die Bedienung des M16 erinnert. Die Waffe verfügt über Picatinny-Schienen und kann auch Bajonette aufnehmen. Es können STANAG-Magazine und Beta-C- sowie Armatec-Magazine mit 100 beziehungsweise 150 Patronen verwendet werden.
Die Standardoptik ist das Advanced Combat Optical Gunsight (ACOG) mit 4-facher Vergrößerung, mit einem darauf montierten RMR Nahkampfvisier.

## Varianten
Die Designated Marksman Rifle M38 des Marine Corps wurde aus dem M27 abgeleitet. Da das M27 bereits eine vergleichsweise hohe Eigenpräzision aufweist, beschränken sich die Änderungen im Wesentlichen auf die Optik und – als zusätzliche Ausrüstung – einen Schalldämpfer. Als Zielfernrohr dient ein Leupold & Stevens TS-30A2 Mk 4 MR/T mit bis zu achtfacher Vergrößerung.